# Ur-Ninurta
Ur-Ninurta (fl. XX secolo a.C.) è stato un sovrano amorreo dell'antico periodo babilonese .

## Biografia
Ur-Ninurta, scritto in cuneiforme: dur-dnin-urta , fu il sesto re della Prima dinastia di Isin. Rimase in carica negli anni che vanno da circa il 1859 a circa il 1832 a.C., secondo la cronologia bassa o da circa il 1923 a circa il 1896 a.C., secondo la cronologia media . È stato il sesto re della prima dinastia di Isin e regnò per 28 anni, sia in base alla Lista reale sumerica, che alla lista dei re di Ur e Isin . Successe a re Lipit-Ishtar e gli successe il figlio Bur-Sin
Egli volle chiamarsi figlio di Iškur, dio del sud, della pioggia e della tempesta, sinonimo del dio Adad, nel culto di Iškur .
Il suo nome era tutto sumero, in contrasto con l'uso dei suoi cinque predecessori, che avevano adottato nomi di origine amorrea.
Ci sono solo due iscrizioni riferite a questo monarca. Una di queste è riportata in tredici righe di caratteri sumeri, impresse su alcuni mattoni, ritrovati, nelle città di Nippur, Isin, Uruk e Išān Ḥāfudh, un piccolo sito a sud est di Tell Drehem. Egli viene descritto come sacerdote purificatore con mani incontaminate per il tempio di Eridu, prete favorito della città di Uruk . Un'altra iscrizione riporta la costruzione di una statua con il re ed una capra sacrificale.[
Era contemporaneo di Gungunum, (ca. 1932 a.C. - 1905 a.C.) ed il suo successore Abisare, (ca. 1905 a.C. - 1994 a.C.), entrambi re dell'emergente dinastia di Larsa. Con il regno di Ur-Ninurta, iniziò il declino delle fortune di Isin in concomitanza con l'aumento di quelle di Larsa.

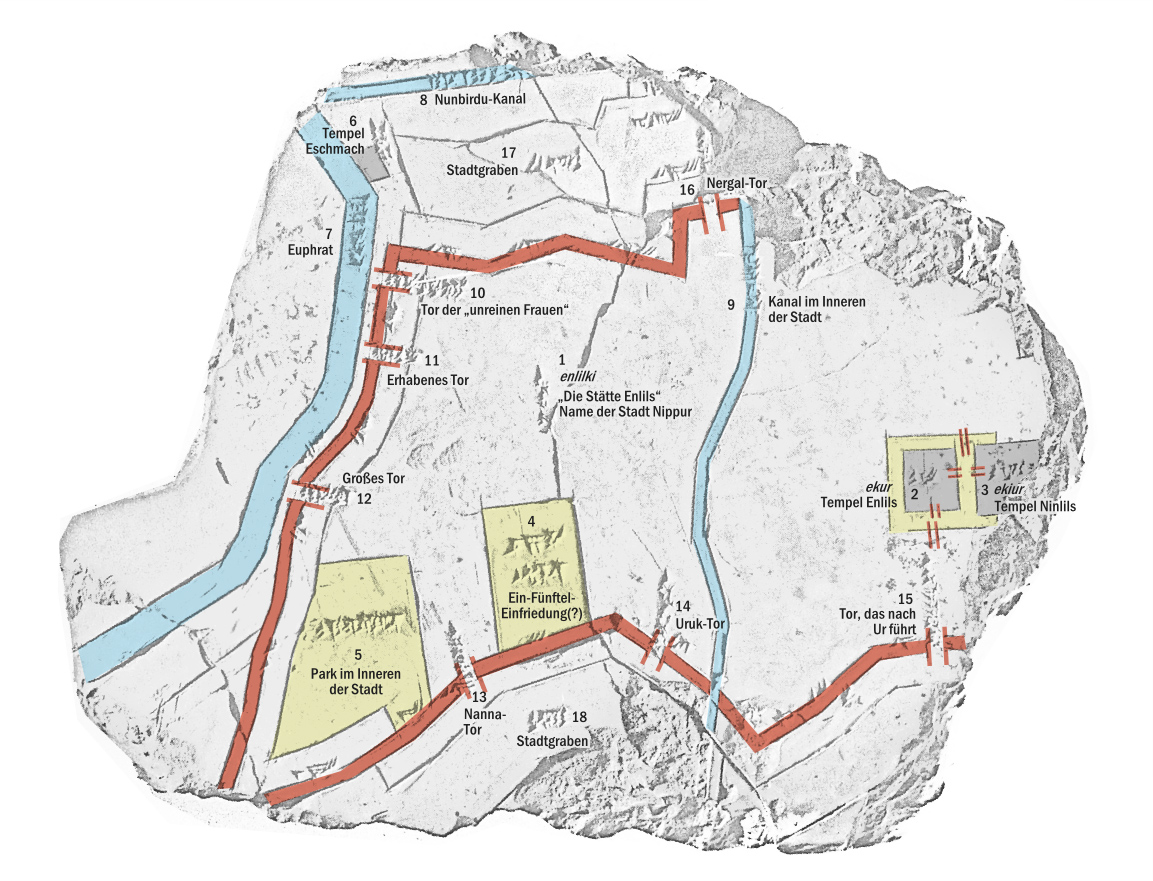
Pianta della città sacra di Nippur

Gungunum, durante il decimo anno del suo regno riuscì a prendere il controllo di Ur sottraendolo alla sovranità di Isin ed è probabile che questa sia stata la causa del rovesciamento di Lipit-Ishtar.
Circostanza probabilmente confermata dal fatto che Ur-Ninurta fece una offerta dedicatoria, al tempio di Ningal a Ur, durante il nono anno di regno del suo avversario.
Tuttavia, Ur-Ninurta ha continuato a menzionare Ur nei suoi titoli, definendosi pastore di Ur, come, d'altra parte, fecero anche i suoi successori.
Il re di Larsa, tuttavia, non si fermò e continuò ad aumentare le sue conquiste, riuscendo a prendere anche Nippur, negli ultimi anni di regno. La sua morte permise a Ur-Ninurta l'attuazione di una temporanea controffensiva, che gli consentì la riconquista della città sacra e di diversi altri luoghi sul canale di Kishkattum.
Nella denominazione di uno dei suoi anni di regno viene ricordato che (Ur-Ninurta), in onore di Enlil, esentò per sempre (dal lavoro forzato) i cittadini di Nippur, esentandoli dai pagamenti (delle tasse arretrate) che gravavano sulle loro teste. Tale celebrazione sembra confermare la riconquista della città ad opera del sovrano di Isin.
La sua controffensiva, però, si arrestò a Adab, moderna Bismaya, dove Abisare "sconfisse l'esercito di Isin con la sua armata," come si legge nell'attestazione del nono anno del suo regno .
È probabile che in questa battaglia Ur-Ninurta sia stato ucciso, come riportato nelle annotazioni sull'anno "A" di Halium re di Manana,  ove si legge "l'anno Ur-Ninurta fu ucciso" e sull'anno "G" di Manabalte'el re di Kisurra,  "l'anno Ur-Ninurta è stato ucciso" 
Nessun monarca della Mesopotamia usò la metafora pastorale più intensamente di quanto non fece Ur-Ninurta, il pastore che offre tutto per la città sacra di Nippur ". Segno di probabili problemi, incontrati durante l'affermazione della sua legittimità:
(Ur-Ninurta royal praise poetry)
In uno degli anni, che contraddistinse il suo regno , c'è scritto: (questo è l')anno successivo a quello in cui il re Ur-Ninurta fece emergere larghe aree (coltivabili) dalle acque. Interpretato come il risultato di una estesa azione di bonifica di terreni paludosi o similari .
Tra le notizie riguardanti questo re, emerge una disputa legale, abbastanza originale e singolare. La disputa giunse all'attenzione di Ur-Ninurta, che, al riguardo, convocò l'assemblea di Nippur.
Lu-Inanna, un nišakku (o sacerdote) fu assassinato da tre personaggi, Nanna-sig, Ku-Enlilla (un barbiere) ed Enlil-ennam (il custode di un frutteto), il quale poi confessò il delitto alla sua ex moglie, Nin-dada, che rimase in sospettoso silenzio sulla questione. Nove persone, con occupazioni diverse tra loro, che andavano dal mestiere di cacciatore a quello di vasaio, presentarono le tesi dell'accusa. Altri due si occuparono della difesa della ex moglie, giudicandola estranea all'omicidio. L'assemblea, tuttavia, concluse che anche lei doveva essere stata "coinvolta" e di conseguenza la considerò complice degli assassini. Tutti e quattro furono condannati e l'esecuzione fu effettuata davanti alla sede della vittima.
Lo storico statunitense ed esperto in assiriologia Samuel Noah Kramer e Thorkild Jacobsen, professore di assiriologia all'Università di Harvard, eseguirono nel 1950 una traduzione della stessa tavoletta che porta ad un risultato completamente diverso da quello di Pritchard. Nin-dada, la donna il cui marito era stato assassinato, venne assolta grazie all'intervento di due membri dell'assemblea: Shu...lilum, funzionario di Ninurta e Ubar-Sin che affermarono:
La tavoletta sulla quale fu effettuata la prima traduzione aveva la parte inferiore danneggiata quindi il verdetto non era leggibile. In seguito fu ritrovata un'altra tavoletta identica ma intera, grazie alla quale fu possibile scoprire come si concluse il processo.
L'esistenza di una copia è particolarmente importante perché dimostra che il verdetto fu divulgato in tutti gli ambienti giuridici di Sumer. Stando a significare che la sentenza già allora come avviene oggi nei paesi che utilizzano il diritto anglosassone, diventava giurisprudenza. La tavoletta de La donna silenziosa tra l'altro costituisce a tutt'oggi il primo esempio di una sentenza scritta giunta fino a noi, andando così a fare parte dei 31 primati nella storia della civiltà che vanta la civiltà sumerica.
Kramer racconta di un'ulteriore sorpresa che la tavoletta celava. L'assiriologo, incuriosito dal verdetto, inviò la traduzione della tavoletta a Oven J. Roberts, allora decano della Facoltà di Legge dell'Università della Pennsylvania, già giudice della Corte suprema degli Stati Uniti, per chiedere un suo parere. La risposta fu sorprendente: i giudici odierni come quelli sumeri non avrebbero ritenuto colpevole la donna in quanto:
Infine vanno ricordati alcuni testi dell'epoca, le Istruzioni di Ur-Ninurta e I consigli di saggezza che sono delle composizioni in lingua sumera cortese, volte ad esaltare le virtù del re, le restaurazioni dell'ordine, della giustizia e dei culti immediatamente successivi al diluvio universale, in emulazione dei più vecchi modelli, riferiti a Gilgameš e Ziusudra .

## Reperti archeologici
1. ↑  Collezione Schøyen, MS 1686
2. ↑  The Sumerian King List Ash. 1923.444, the Wend-Blundell prism.
3. ↑  Ur-Isin kinglist, tablet MS 1686 line 18.
4. ↑  VAT 8212.
5. ↑  Extant on numerous bricks, for example BM 90378.
6. ↑  CBS 12694.

## Iscrizioni cuneiformi
1. ↑  mu ur-dnin-urta ba-gazFonte, p. 55 Archiviato il 21 ottobre 2012 in Internet Archive..
2. ↑  mu ur-dnin-urta ba-ugà Fonte.
3. ↑  mu ús.sa dUr-dNin.urta lugal.e a.gàr gal.gal a.ta im.ta.an.e11 mu.ús.sa.bi.